# Plaidt
Plaidt település Németországban, Rajna-vidék-Pfalz tartományban. Lakosainak száma 5975 fő (2023. december 31.).

## Népesség
A település népességének változása:
| Lakosok száma | 5105 | 5838 | 5904 | 5841 | 5936 | 5975 |
|               | 1975 | 2017 | 2019 | 2021 | 2022 | 2023 |